# Georgetown (hrabstwo Quitman)
Georgetown – miasto w Stanach Zjednoczonych, w stanie Georgia, siedziba administracyjna hrabstwa Quitman.